# Iglesia de Santiago Apóstol (San Clemente)
La iglesia parroquial de Santiago Apóstol es una iglesia española de estilo principalmente renacentista del siglo XVI, pero también con elementos góticos de su inicio en el siglo XV y aportes barrocos en su finalización en el siglo XVII. Es una iglesia de planta basilical de tres naves con enormes pilares y capiteles de volutas, sobre los cuales, se apoya un notable conjunto de cúpulas estrelladas. 
Pertenece a San Clemente, declarado Conjunto Histórico-Artístico en 1980. La iglesia fue declarada Bien de Interés Cultural en 1992.
La obra actual fue comenzada por los pies del templo, por un maestro de obras de origen vasco, llamado Domingo de Mestraitua. Sin embargo, a mediados del siglo XVI el arquitecto Andrés de Vandelvira daría las condiciones para un nuevo proyecto. Posteriormente, en 1560, el Concejo de San Clemente encargó la finalización de las obras al maestro Juan de Orzollo, que introdujo importantes cambios. Orzollo levantó a una misma altura las tres naves sin tener en cuenta lo edificado anteriormente, emplea columnas jónicas y bóvedas de terceletes y en el crucero estrellada. Sin embargo, Vandelvira pensó poner pilares corintios y cerrarla con bóvedas baídas y cúpula en el crucero. 

## Descripción arquitectónica
El templo consta de tres naves (nave central y dos laterales) divididas en cinco tramos. Los dos primeros de estilo renacentista construidos en sillar; los tres últimos tramos, la fachada occidental con su torre y la portada sur, pertenecen a la fábrica gótica y están construidos en sillarejo y sillar en las esquinas.
Se aprovechó el espacio entre los contrafuertes para la construcción de capillas.
En el interior es una iglesia de planta basilical con enormes pilares con capiteles de volutas con modillón, sobre los cuales se apoya un magnífico conjunto de bóvedas de crucería estrelladas. Los dos primeros tramos son de mayor altura, mientras los tres restantes son iguales.
Tiene un transepto marcado en planta, aunque no sobresale demasiado. Igualmente, en el interior cuenta con cuatro capillas laterales con bóveda de lacería, otra con cúpula de planta elíptica con casetones y pechinas de concha y otra con bóveda de cañón con casetones. 
Las naves están separadas por seis columnas exentas, dos de ellas columnas acanaladas y las demás con baquetones adosados. En la parte de la cabecera, adosadas a ella, aparecen dos columnas más, que tienen a su vez columnillas. Los capiteles son jónicos con volutas y los arcos de las naves son apuntados en el tramo de la cabecera y de medio punto en el resto del cuerpo.
El tratamiento tan clásico de su cabecera, en su exterior, obedece sin duda a un planteamiento urbanístico de la plaza, para cerrar en armonía con el Ayuntamiento. Tiene forma de testero recto, con contrafuertes en el exterior de gran envergadura. En el interior se despliega un impresionante retablo barroco en el altar mayor, reconstruido siguiendo las líneas del anterior retablo quemado durante la Guerra Civil Española. El retablo presenta forma de enorme arco de medio punto, quedando dividido en cinco tramos.
La sacristía es de planta rectangular y se cubre con bóveda de medio cañón con casetones en piedra y los cajones alojados en los nichos, donde se conserva la única pieza del altar mayor original.
Tiene dos portadas que dan a la plaza Mayor y a la plaza de la Iglesia. La portada norte se abre a la plaza Mayor a través de un arco triunfal de gran profundidad en su bóveda de cañón y decoración clasicista. Presenta un frontón partido, sustentado primero por un cimacio y un capitel sin volutas. Entre el frontón, un friso con pilastras y conchas. Arriba, un frontón triangular con dos columnas en el centro, donde aparece la figura de San Pedro dentro de un medallón.
La puerta que da a la plaza del Posito tiene una decoración con arcos conopiales (arcos formados por dos curvas una convexa y otra cóncava y que en su unión forman un ángulo agudo, de estilo flamígero proveniente del último periodo del gótico español). Más arriba presenta un arco de medio punto con arquivoltas muy pequeñas. Tanto los arcos de medio punto como los arcos conopiales están sustentados por pilares muy finos con capiteles jónicos. En el centro aparece la figura de La Virgen Maria como Reina del Cielo rodeada por seis ángeles y en la parte baja, sobre la puerta de entrada, la imagen de Santiago Apóstol apoyado en su bastón.
La portada de la Plaza de la Iglesia (Sur) tiene una decoración con arcos conopiales (aspecto es similar a la llave mecanográfica ( { ) con la escotadura hacia arriba). Más arriba presenta un arco de medio punto con arquivoltas muy pequeñas. Tanto los arcos de medio punto como los arcos conopiales están sustentados por pilares muy finos con capiteles jónicos. En el centro aparece la figura de La Virgen María como Reina del Cielo rodeada por seis ángeles y en la parte baja, sobre la puerta de entrada, la imagen de Santiago Apóstol apoyado en su bastón.
En el interior, las puertas son de madera y ocupan parte de las naves laterales, siendo rematadas por seis pináculos, tres a cada lado. En ambas, aunque sobre todo en la puerta de la plaza de la Iglesia, se pueden apreciar los restos dejados por los balazos recibidos durante la Guerra Civil Española.
Las ventanas de la iglesia están construidas, en su mayoría, con triple vano y divididas por columnas con capitel corintio y con terminación de arco de herradura. En la parte superior, presentan tres círculos, quedando el central de mayor amplitud que los otros dos.
Sobre el pielero se lanza una torre de sillar de tres tramos, con escalera de caracol adosada, cuatro huecos por cara y cornisa de separación. En el último tramo se abre el campanario.
En el exterior, situada en el muro sureste se alza, a los pies de la Iglesia, la Cruz de la Pasión, que data del siglo XVIII. Su estilo se encuentra muy próximo a la cruz que se encuentra en la ermita de las Angustias, en la ciudad de Cuenca. Es interesante el detalle de la mano labrada en la zona de cruce de ambos lados de la cruz, detalle que está relacionado con algunas historias que hablan de un joven que escapo del demonio colocando su mano sobre la cruz y rogando a Dios le prestara su ayuda.

## Capillas
En el interior de una de las capillas se encuentra una hermosa cruz de alabastro, con cerca de tres metros de altura, es una joya escultórica de finales del siglo XV, realizada en alabastro con una clara influencia en el tallado de sus relieves y figuras del estilo gótico-flamenco. El programa iconográfico que rodea a toda la cruz es muy variado, destacando los santos apóstoles con sus atributos iconográficos. La cruz se remata con las imágenes de Cristo crucificado y la Virgen con niño en el otro lado de la cruz (sorprende ver a una Virgen en lo alto de la cruz), todo ello acompañado por angelitos. Se desconoce el autor, aunque pudo ser algún maestro flamenco de los que trabajó en la catedral de Cuenca a finales del siglo XV. Originalmente estuvo en la ermita de San Roque, situada en las afueras de San Clemente, ya que se trataba de una cruz de término, que marcaba la salida y la entrada a la villa.
En otra de sus capillas se puede observar la imagen más antigua de la iglesia, una Virgen de las Nieves, que data del estilo románico del siglo XI-XII, que se encuadra dentro de una pequeña bóveda de cuarto de cañón.
La capilla correspondiente al último tramo, propiedad de Pallarés, fue reformada en los años setenta del siglo XVI por el cantero Domingo Zalbide, cubriéndose con cúpula con casetones.

## Galería de imágenes

Exterior
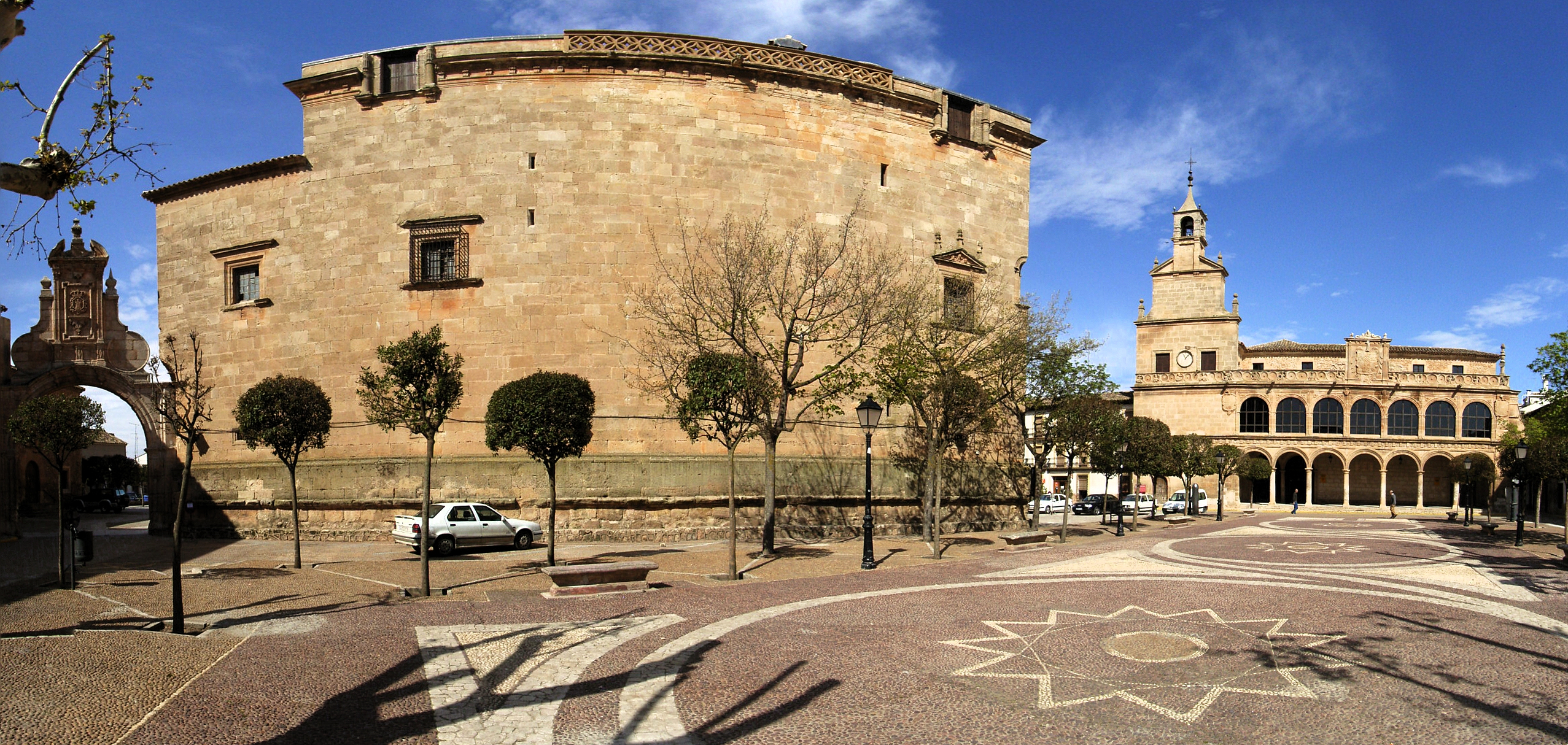
Plaza Mayor con el Arco Romano, la Iglesia de Santiago Apóstol y la Casa Consistorial
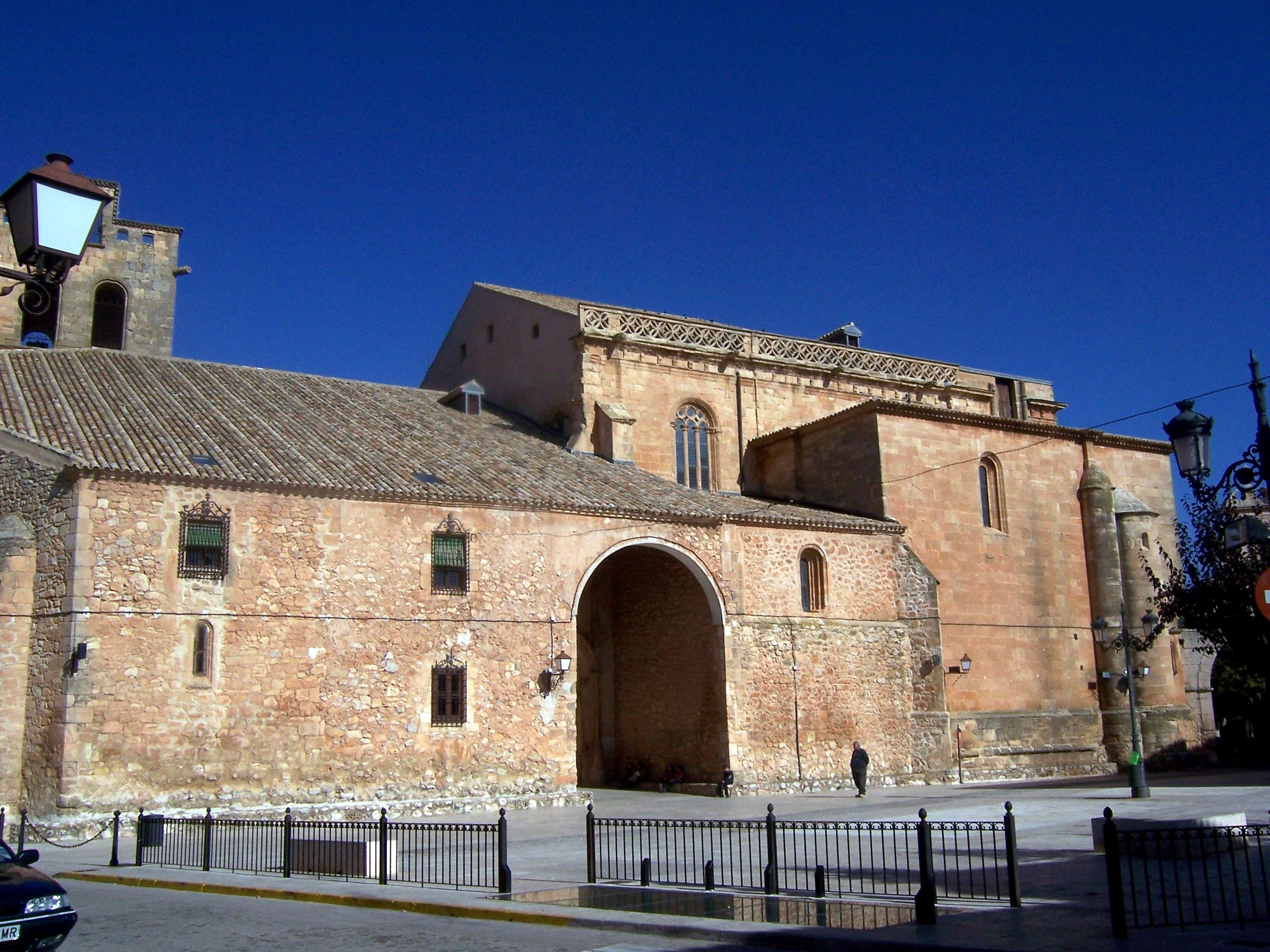
Fachada Sur
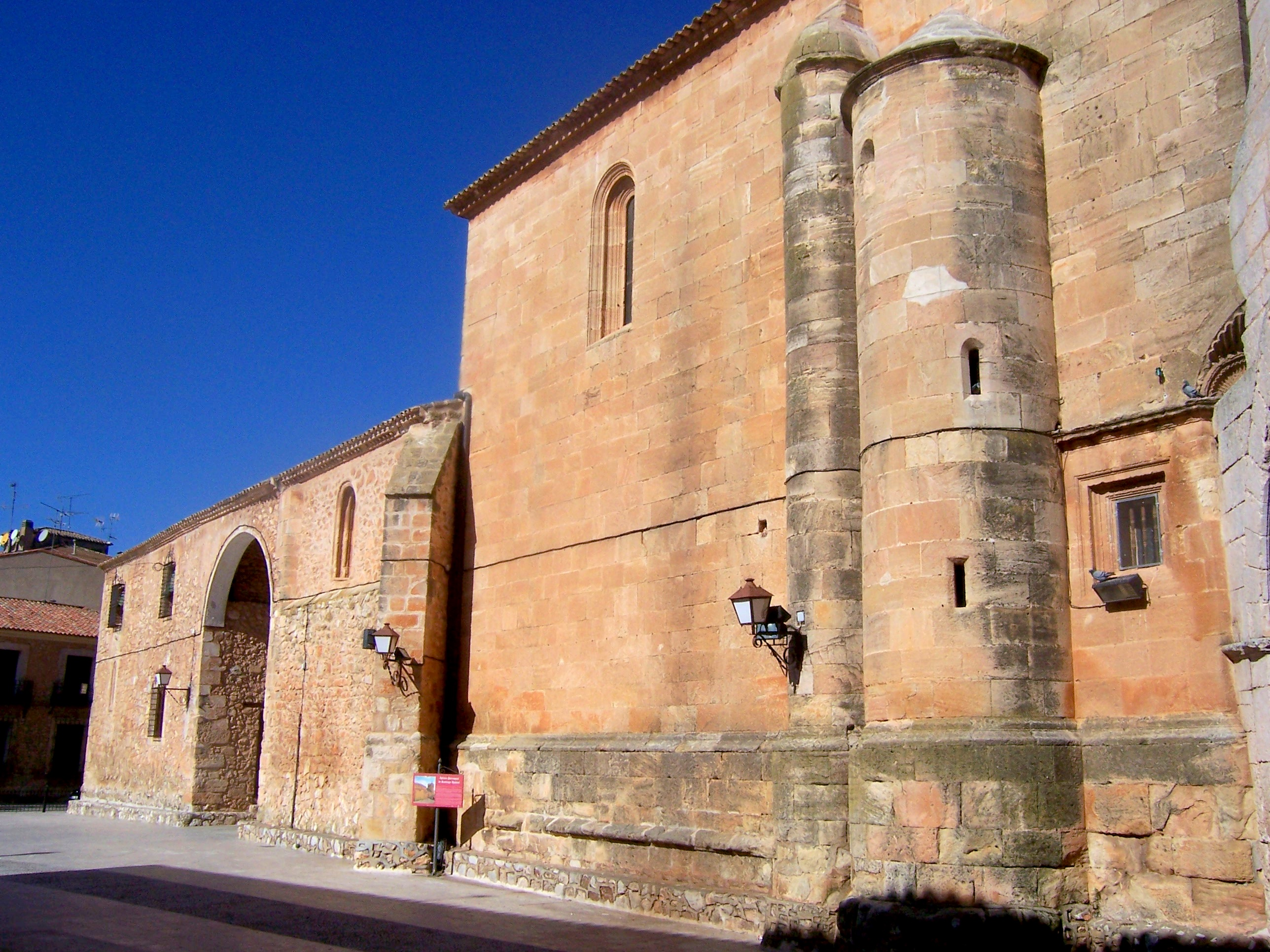
Fachada Sur
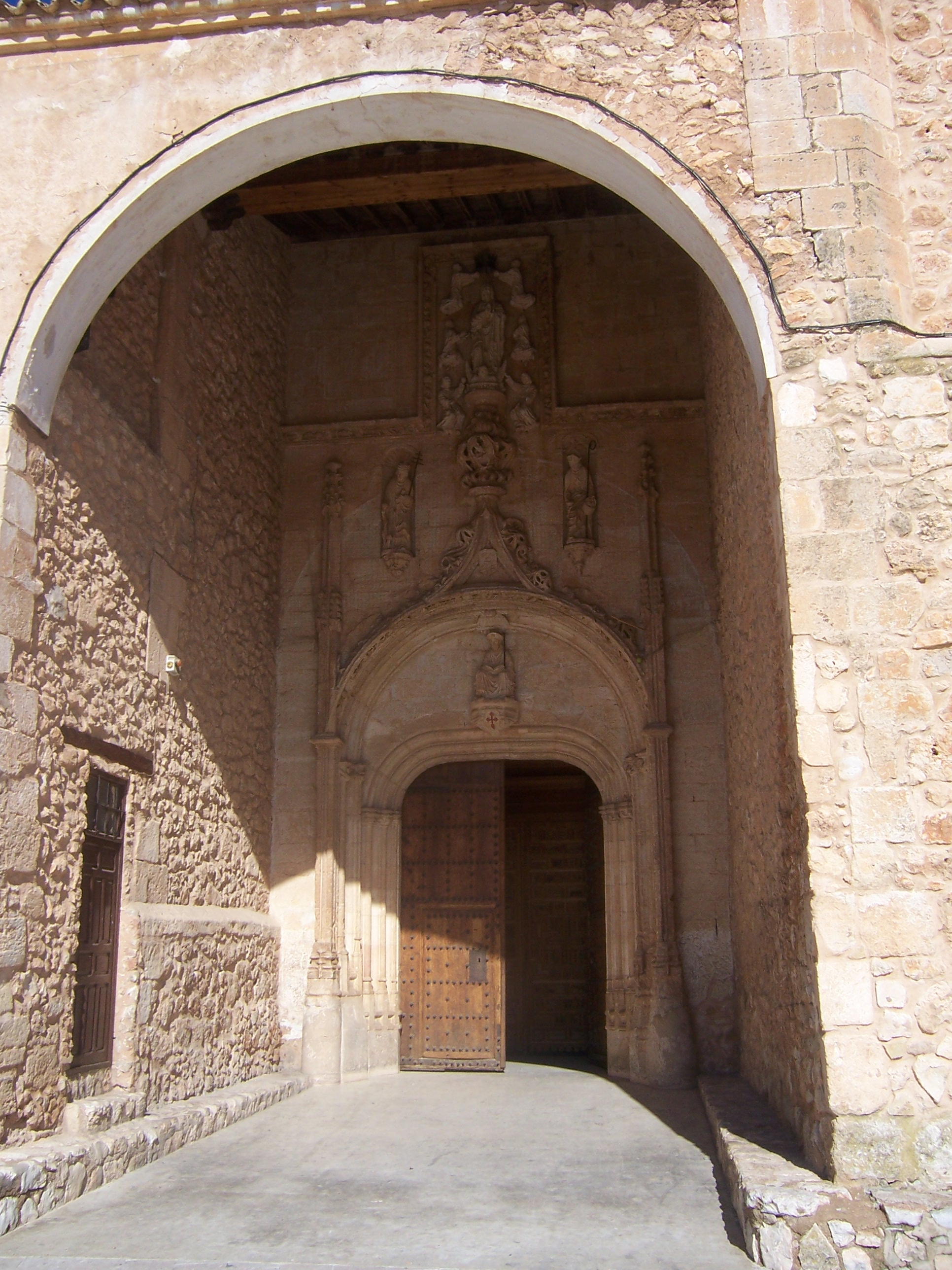
Puerta de Santiago, de estilo gótico (siglo XVI)
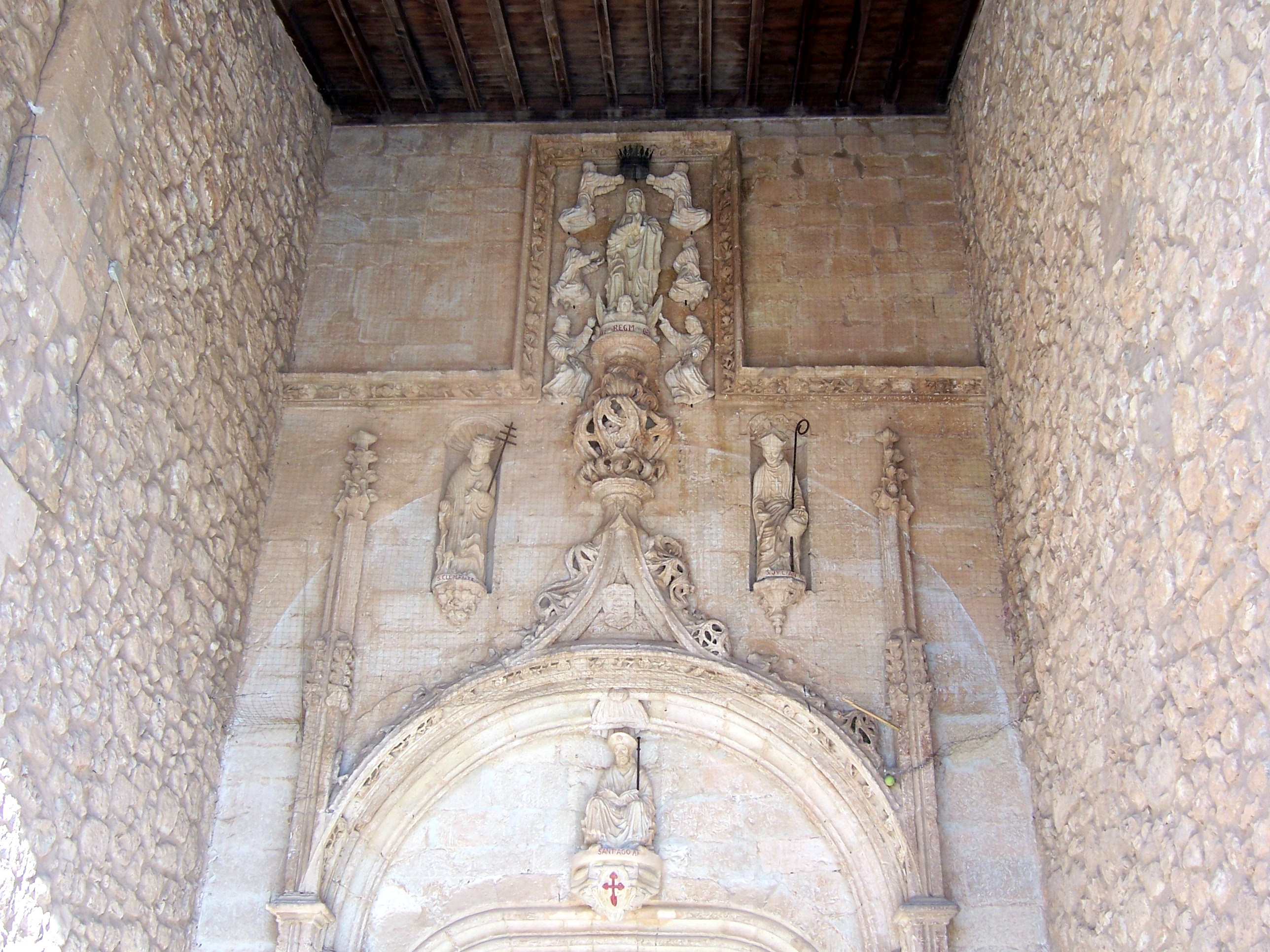
Detalle de la Puerta de Santiago
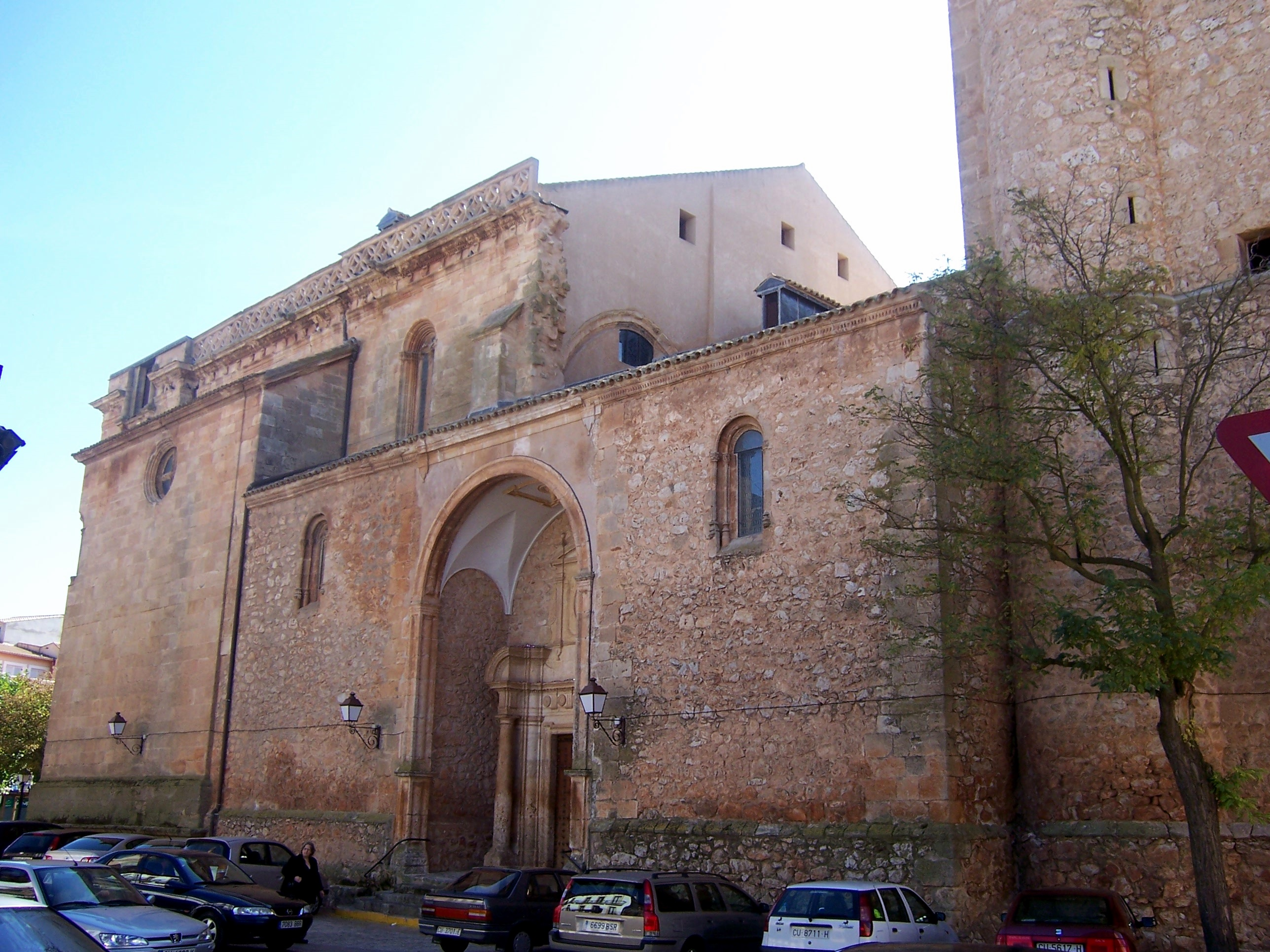
Fachada Norte

Interior
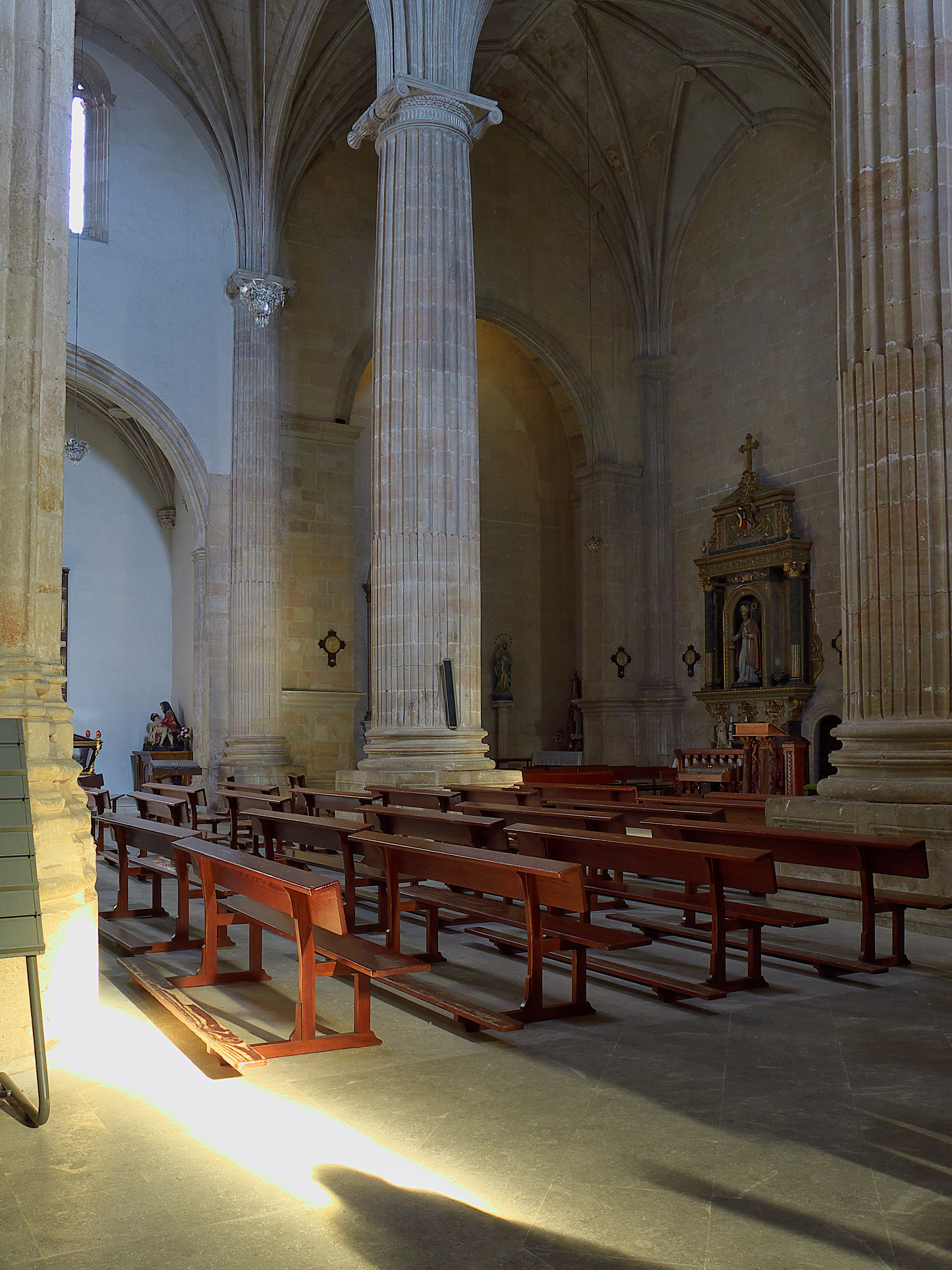
Interior de la iglesia
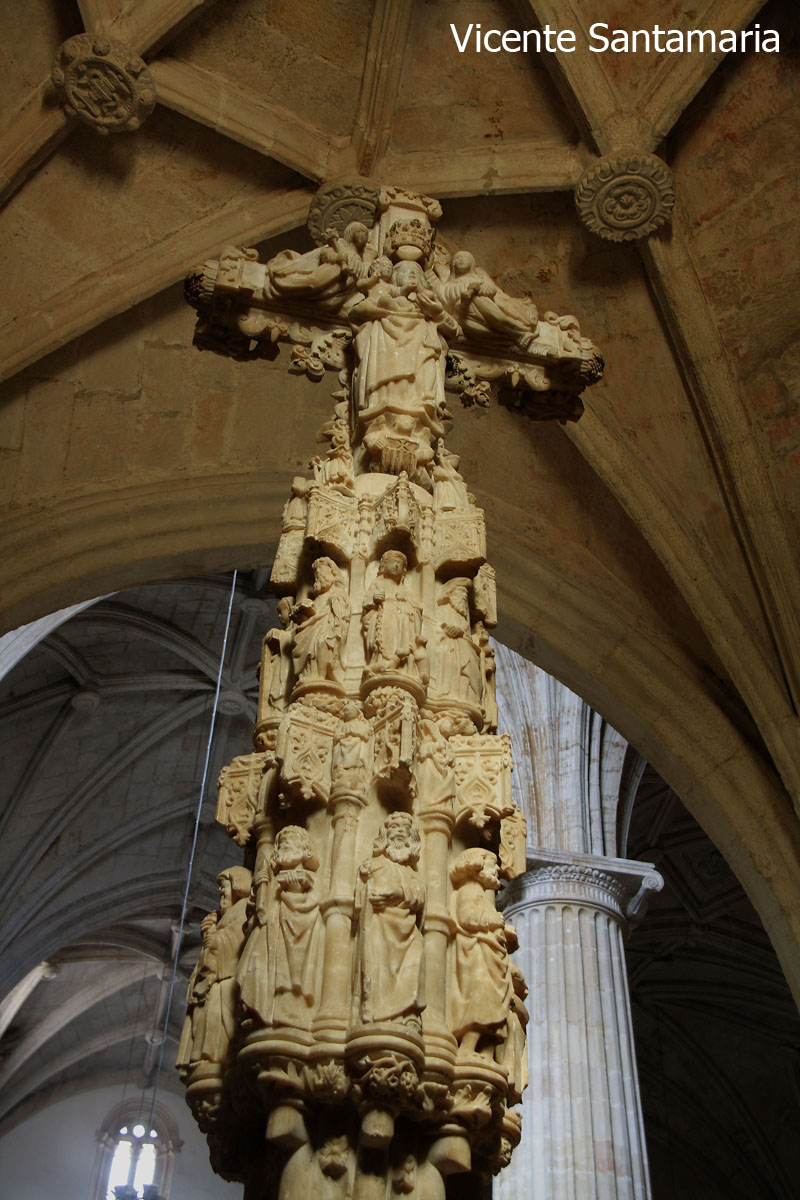
Cruz de Alabastro
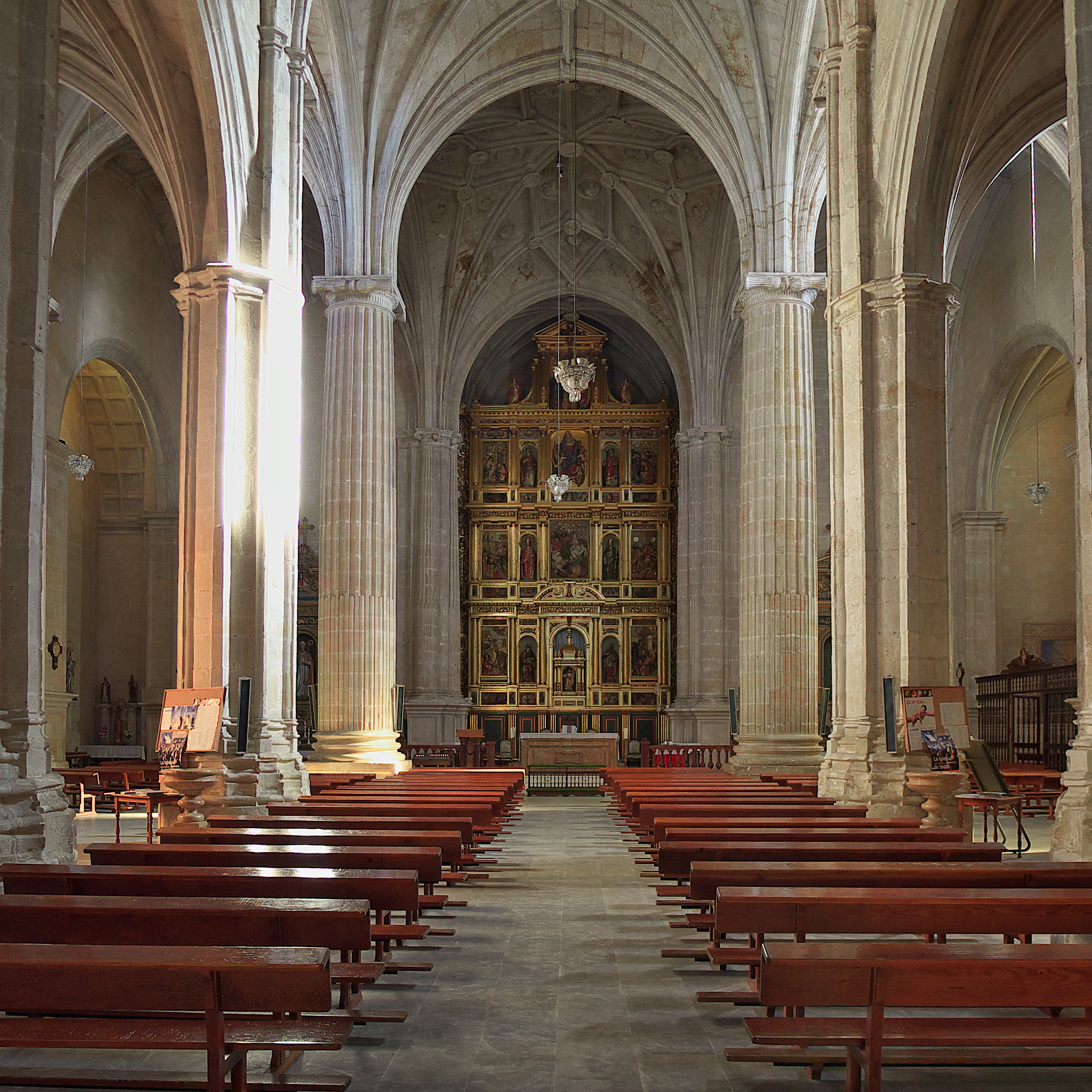
Interior de la iglesia
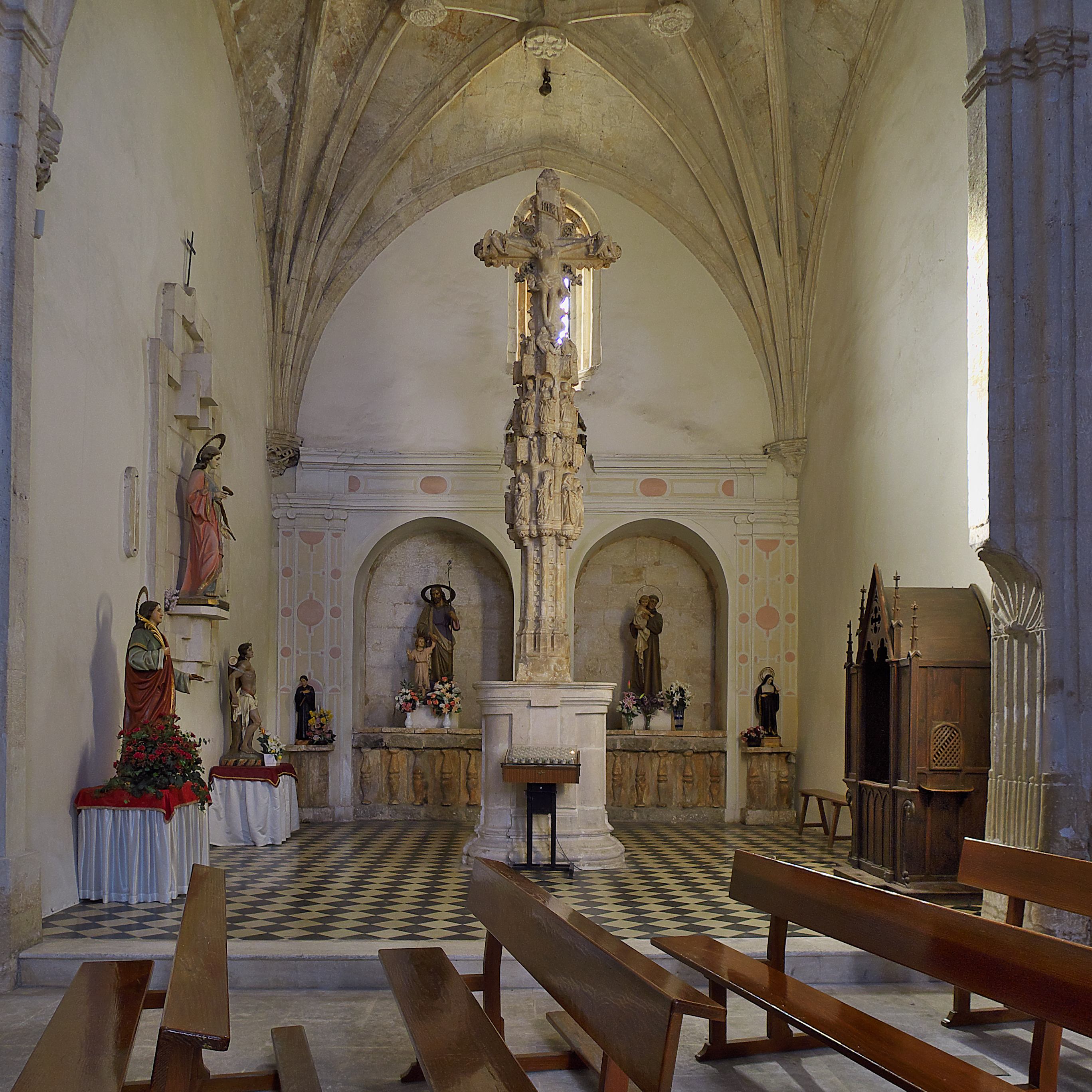
Cruz de término